# Йоланда-ди-Савоя
Йоланда-ди-Савоя (итал. Jolanda di Savoia) —  коммуна в Италии, располагается в регионе Эмилия-Романья, в провинции Феррара.
Население составляет 3173 человека (2008 г.), плотность населения составляет 29 чел./км². Занимает площадь 108 км². Почтовый индекс — 44037. Телефонный код — 0532.
Покровителем коммуны почитается святой Иосиф Обручник, празднование 19 марта.

## Демография
Динамика населения:

## Администрация коммуны
- Официальный сайт: http://www.comune.jolandadisavoia.fe.it/